# John Rutherfoord

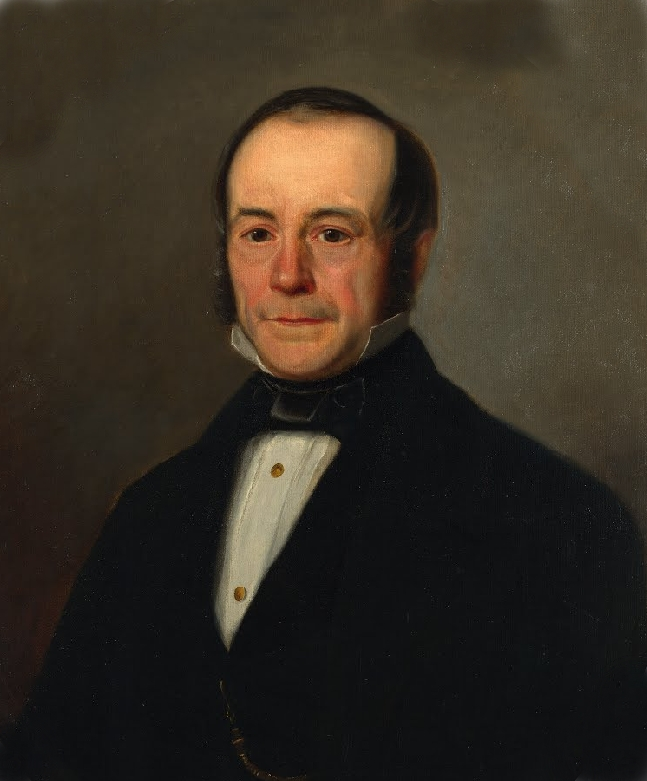
John Rutherfoord

John Rutherfoord (* 8. Dezember 1792 in Richmond, Virginia; † 3. August 1866) war ein US-amerikanischer Politiker und von 1841 bis 1842 Gouverneur des Bundesstaates Virginia.

## Werdegang
John Rutherfoord besuchte zunächst die Princeton University. Anschließend studierte er Jura. Später wurde er Präsident der Mutual Assurance Society, der ersten Versicherungsgesellschaft in Virginia. Von 1826 bis 1834 war er Mitglied des Repräsentantenhauses von Virginia. Von 1839 bis 1841 gehörte er dem Virginia Council of State an, dem heutigen Senat von Virginia, zu dessen Vorsitzendem er 1841 wurde. In dieser Eigenschaft wurde er Nachfolger von Gouverneur John M. Patton, der dieses Amt von dem zurückgetretenen Thomas Walker Gilmer übernommen und zwölf Tage lang ausgeübt hatte. Rutherfoord übte das Amt des Gouverneurs von Virginia vom 31. März 1841 bis zum 31. März 1842 kommissarisch aus. Dann beendete John Munford Gregory bis zum 1. Januar 1843 Gilmers Amtszeit. John Rutherfoord war Mitglied der Whig Party. Nach dem Ende seiner Gouverneurszeit zog er sich ins Privatleben zurück und starb am 3. August 1866. Mit seiner Frau Anne Coles hatte er ein Kind.